# 1974年锡金大选
1974年锡金大选于4月13日举行。这是锡金首次采用普选制度的选举，也是被印度吞并前的最后一次选举。选举结果为锡金国民大会党获得压倒性胜利，该党在国务委员会中赢得了32个席位中的31席，随后卡齐·林顿·多吉出任首席部长。锡金1975年5月成为印度的一个邦，国务委员会也随之改组为锡金立法议会。

## 背景
在1973年的选举中，锡金民族党在锡金国务委员会24个席位中赢得了18个民选席位中的9席。1973年4月锡金甘托克地区爆发了反锡金却嘉和支持民主的示威活动。1973年5月8日，却嘉帕尔登·顿杜普·纳姆加尔、各政党以及印度政府三方签署了一项协议，该协议规定在印度政府提名的一位首席执行官监督下锡金建立一个责任政府。

## 选制
根据三方协议的规定，1974年将在印度选举委员会的指导下首次举行选举。原有复杂的投票制度被决定予以废除，取而代之的是新的选举制度。新制度采纳了“一人一票”的投票原则。为此锡金被划分为32个选区，其中15席保留给布蒂亚-绒巴族、15席给尼泊尔裔、1席为僧伽选区以及1席为表列种姓。这样的分配保持了族群之间的平衡，因为表列种姓出自尼泊尔裔，而僧伽则来自布蒂亚-绒巴族。

## 竞选
锡金国民大会党参加了全部32个席位的竞选，而锡金民族党则只参加了其中的5个席位的选举。

## 选举结果
| 政党                       | 政党           | 席数 | +/– |
| -------------------------- | -------------- | ---- | --- |
|                            | 锡金国民大会党 | 31   | ▲26 |
|                            | 锡金民族党     | 1    | ▼8  |
| 总共                       | 总共           | 32   | ▲8  |
|                            |                |      |     |
| 资料来源：锡金立法议会网站 |                |      |     |

## 部长理事会
却嘉于7月23日任命了内阁成员。
| 姓名                   | 职位     |
| ---------------------- | -------- |
| 卡齐·伦杜普·多吉       | 首席部长 |
| 林津·通登·雷布查       | 部长     |
| 巴瓦尼·普拉萨德·达哈尔 | 部长     |
| 多吉·策林·布提亚       | 部长     |
| 克里希纳·钱德拉·普拉丹 | 部长     |

### 引用著作
- Bareh, Hamlet. . New Delhi: Mittal Publications. 2001: 44. ISBN 81-7099-794-1.